# حزب الجبل الأسود الديمقراطي الاشتراكي
الحزب الديمقراطي الاشتراكي الجبل الأسود (مونتينيغرو: Demokratska Partija Socijalista Crne غور، Демократска Партија Социјалиста Црне Горе، DPS) هو الحزب السياسي الديمقراطي الاجتماعي الحاكم في الجبل الأسود.
ذلك هو وريث فرع الجبل الأسود دوري اليوغوسلافي الشيوعي. أعيدت تسميته في عام 1991. وDPS يحكم الجبل الأسود منذ عام 1991، على الرغم من أنه أصبح فصائل. من 1991 إلى 1998 تحت مومير بولاتوفيتش، أيد الحزب على علاقة وثيقة والاتحاد مع صربيا (شريكها الوحيد في جمهورية يوغوسلافيا الاتحادية من عام 1992). في عام 1998 بولاتوفيتش أطيح به كزعيم وأحاط زعيمه الحالي ميلو ديوكانوفيتش أكثر، الدعوة تنأى الجبل الأسود عن صربيا، في حين فصيل بولاتوفيتش وشكلت حزب الشعب الاشتراكي الجبل الأسود جميع الذي ينادي بعلاقات وثيقة مع صربيا تحت قيادة بولاتوفيتش حتى الإطاحة به من هذا الطرف كما أيضا.